# Horná Mičiná
Horná Mičiná és un poble i municipi d'Eslovàquia que es troba a la regió de Banská Bystrica.

## Història
La primera menció escrita de la vila es remunta al 1293.

## Demografia
| Godina             | 1994 | 2004   | 2014    | 2024    |
| ------------------ | ---- | ------ | ------- | ------- |
| Nombre de persones | 475  | 467    | 607     | 698     |
| Diferència         |      | −1,68% | +29,97% | +14,99% |

| Godina             | 2023 | 2024   |
| ------------------ | ---- | ------ |
| Nombre de persones | 690  | 698    |
| Diferència         |      | +1,15% |